# Ломбардијци у Првом крсташком походу (опера)
Ломбардијци у Првом крсташком походу (I Lombardi alla Prima Crociata), опера, drama lirico у четири чина Ђузепеа Вердија

## Либрето
- Темистокле Солера (Temistocle Solera) према песми Томаса Гросија (Tomasso Grossi).
- Француска верзија Јерусалим (Jérusalem) – Алфонс Роје (Alphonse Royer) и Густав Ваез (Gustave Vaëz), према Солерином либрету.

## Праизведба
- 11. фебруар 1843., Милано у Teatro alla Scala
- Француска верзија – 26. новембар 1847., Париз у Opéra.

## Ликови и улоге
Арвино (Arvino), вођа ломбардијских крсташа, син Фолка, господара Роа - баритон

Пагано (Pagano), брат Арвинов, касније пустињак, син Фолка, господара Роа - бас

Виклинда (Viclinda), Арвинова жена - сопран

Ђиселда (Giselda), њихова ћерка - сопран

Пиро (Pirro), Арвинов штитоноша - бас

Милански игуман - тенор

Ачано (Acciano), антиохијски тиранин - бас

Оронте (Oronte), његов син - тенор

Софија (Sofia), Ачанова жена, потајно хришћанка - сопран
часне сестре, монаси, плаћени разбојници, војници у Фолковој палати, изасланици из Персије, Медије, Дамаска и Халдеје, крсташи и војници, ходочасници, ломбардијске жене, харемске жене (одалиске), небеске девице (хор)

## Место и време
Милано, Антиохија и околина, као и околина Јерусалима, око 1096. године.

### I чин - „Освета“
- Сцена I

Милано, трг испред базилике светог Амброзија. Помирење између браће Арвина и Пагана, у свађи око жене, треба да буде запечаћено црквеном службом. Пагано, који је био осамнаест година у изгнанству, приказује се као покајник, али потајно планира да убије брата. Арвино је именован заповедником ломбардијских Крсташа.
- Сцена II

Ноћ, недалеко од Арвинове куће. Часне сестре из околног самостана моле се Богу за благослов и мир, док испред самих самостанских врата, Пагано планира убиство.
- Сцена III

У Арвиновој кући. Арвинова жена Виклинда не верује Пагану. Са ћерком Ђиселдом, моли се Богородици за милост, и обећава да ће отићи на ходочашће на Свети Гроб. Пагано и његови помагачи подмећу пожар, али игром случаја, Пагано убија не брата већ њиховог оца. Ђиселда зауставља свог оца који жели да се освети. Пагано, ужаснут оним што је учинио, је прогнан из града заувек.

### II чин - „Човек из пећине“
- Сцена I

Престона дворана Ачанове палате у Антиохији. Крсташи су пред градом, оставивши траг пљачке и насиља за собом. Ачано се одлучује да брани град. Ђиселда је у заробљеништву у харему палате, а Ачанов син Оронте се заљубио у њу. Његова мајка Софија је већ прешла у хришћанство и прихвата њихову љубав.
- Сцена II

Изван камене пећине. Изгнани Пагано жуди за доласком ломбардијаца да би им се придружио. Он испашта за свој грех животом пустињака и већ га сматрају свецем. Арвино мита остарелог пустињака где може наћи своју ћерку и како да стигне у Антиохију. Пустињак обећава помоћ.
- Сцена III

У харему палате у Антиохији. Љубоморне робиње се подсмевају Ђиселдиној лепоти. Антиохија пада захваљујући издајству и крсташи упадају у палату. Ачано је убијен у бици, а чини се и Оронте. Ђиселда бежи од оца, говорећи да не може бити Божија воља да се земља натапа људском крви. Арвино покушава да убије своју ћерку.

### III чин - „Преобраћење“
- Сцена I

Крсташки камп у долини Јосафат, са Јерусалимом у даљини. Ходочасници који прате Крсташе поздрављају Свети Град. Ђиселда, бежећи из очевог шатора, наилази на Оронтеа, за кога је сматрала да је мртав. Обоје се одричу своје прошлости и заклињу да ће наћи "домовину, живот и небо" у својој љубави.
- Сцена II

Арвинов шатор. Арвино проклиње изгубљену ћерку. И пустињак је нестао.
- Сцена III

Унутар пећине, где се Ђиселда сакрила са смртно рањеним Оронтеом. Пустињак, који их је пратио, покрштава умирућег младића.

### IV чин - „Свети Гроб“
- Сцена I

Пећина у близини Јерусалима. Ђиселда има визију, у којој се Оронте јавља и прориче да ће извор Силоим поново потећи.
- Сцена II

Ломбардијски шатори, недалеко од Рахелиног гроба. Измучени жеђу, Ломбардијци се сећају домовине. Ђиселда, пустињак и Арвино доносе вест о чудесном извору. Повративши снагу, Ломбардијци су спремни да наставе и освоје Јерусалим.
- Сцена III

Арвинов шатор. Пустињак је смртно рањен у борби. Суочен са смрћу, Пагано открива свој идентитет и два брата се мире.

## Познате музичке нумере
- Sciagurata! hai tu creduto (Паганова арија из I чина)
- Salve Maria! (Ђиселдина молитва из I чина)
- La mia letizia infondere (Оронтеова арија из II чина)
- Qual volutta trascorrere (Терцет из III чина са великим солом за виолину)
- Non fu sogno! (Ђиселдина арија из IV чина)
- O Signore, dal tetto natio (хор Ломбардијаца из IV чина)